# ژانویه ۲۰۲۰
ژانویه ۲۰۲۰، یکی از ماه‌های ۲۰۲۰ (میلادی) است.
آغاز آن، روز چهارشنبه برابر با ۱۱ دی ۱۳۹۸ خورشیدی.

## ۱ ژانویه۲۰۲۰
روابط بین‌الملل
- روابط کره شمالی و ایالات متحده، کره شمالی و سلاح‌های کشتار جمعی
  - کیم جونگ-اون، رهبر کرهٔ شمالی پایان دورهٔ توقف آزمایش‌های هسته‌ای و آزمایش موشک‌های بالستیک قاره‌پیما در این کشور را اعلام کرد و وعده داد که در مقابل ایالات متحده آمریکا، اقدامی «حیرت‌انگیز» را به اجرا بگذارد. یورونیو فارسی

## پیوندهای روزانه
الگو:بایگانی رویدادهای کنونی ماه